# Gaujac (Lot y Garona)
 Gaujac  es una población y comuna francesa, en la región de Aquitania, departamento de Lot y Garona, en el distrito de Marmande y cantón de Meilhan-sur-Garonne.

## Demografía
| 396 | 392 | 378 | 396 | 317 | 303 |
| Para los censos de 1962 a 1999 la población legal corresponde a la población sin duplicidades (Fuente: INSEE [Consultar]) |     |     |     |     |     |